# 아로마티카
아로마티카(영어: AROMATICA)는 대한민국의 화장품 기업이다.

## 역사
2020~2021년에는 엑시스인베스트먼트와 케이스톤파트너스로부터 각각 20억원, 150억원을 투자 받았으며 2025년 주관사를 신한투자증권으로 상장을 계획중이다.